# Brickell on the River
Brickell on the River est un ensemble de deux gratte-ciel résidentiels (condominium) construit à Miami en Floride aux États-Unis en 2006 (north tower) et en 2007 (south tower).
Il comprend ;
- La Brickell on the River North Tower haute de 147 mètres comprenant 384 logements
- La Brickell on the River South Tower haute de 129 mètres comprenant 319 logements

L'architecte est l'agence Cohen, Freedman, Encinosa & Associates Architects